# Himalayacalamus falconeri
Himalayacalamus falconeri là một loài thực vật có hoa trong họ Hòa thảo. Loài này được (Hook.f. ex Munro) Keng f. mô tả khoa học đầu tiên năm 1983.